# Gare de Diekirch
La gare de Diekirch est une gare ferroviaire luxembourgeoise de la ligne 1a, d'Ettelbruck à Diekirch, située près du centre-ville de Diekirch sur le territoire de la commune du même nom, dans le canton de Diekirch.
Elle est mise en service en 1862 par la Compagnie des chemins de fer de l'Est, l'exploitant des lignes de la Société royale grand-ducale des chemins de fer Guillaume-Luxembourg.
C'est une gare de la Société nationale des chemins de fer luxembourgeois (CFL), desservie par des trains Regionalbunn (RB) uniquement.

## Situation ferroviaire
Établie à 195 mètres d'altitude, la gare de Diekirch est située au point kilométrique (PK) 4,100 de la ligne 1a, d'Ettelbruck à Diekirch, dont elle est la gare terminus. Jusqu'en 1964, elle précédait la gare de Gilsdorf ; la gare de Diekirch était le point kilométrique 0 de cette ligne, partie de la ligne de la Sûre, qui aboutissait à la gare de Grevenmacher.
Elle a été de 1889 à 1948 la gare d'origine de la ligne de Diekirch à Vianden des chemins de fer cantonaux luxembourgeois, à voie métrique.

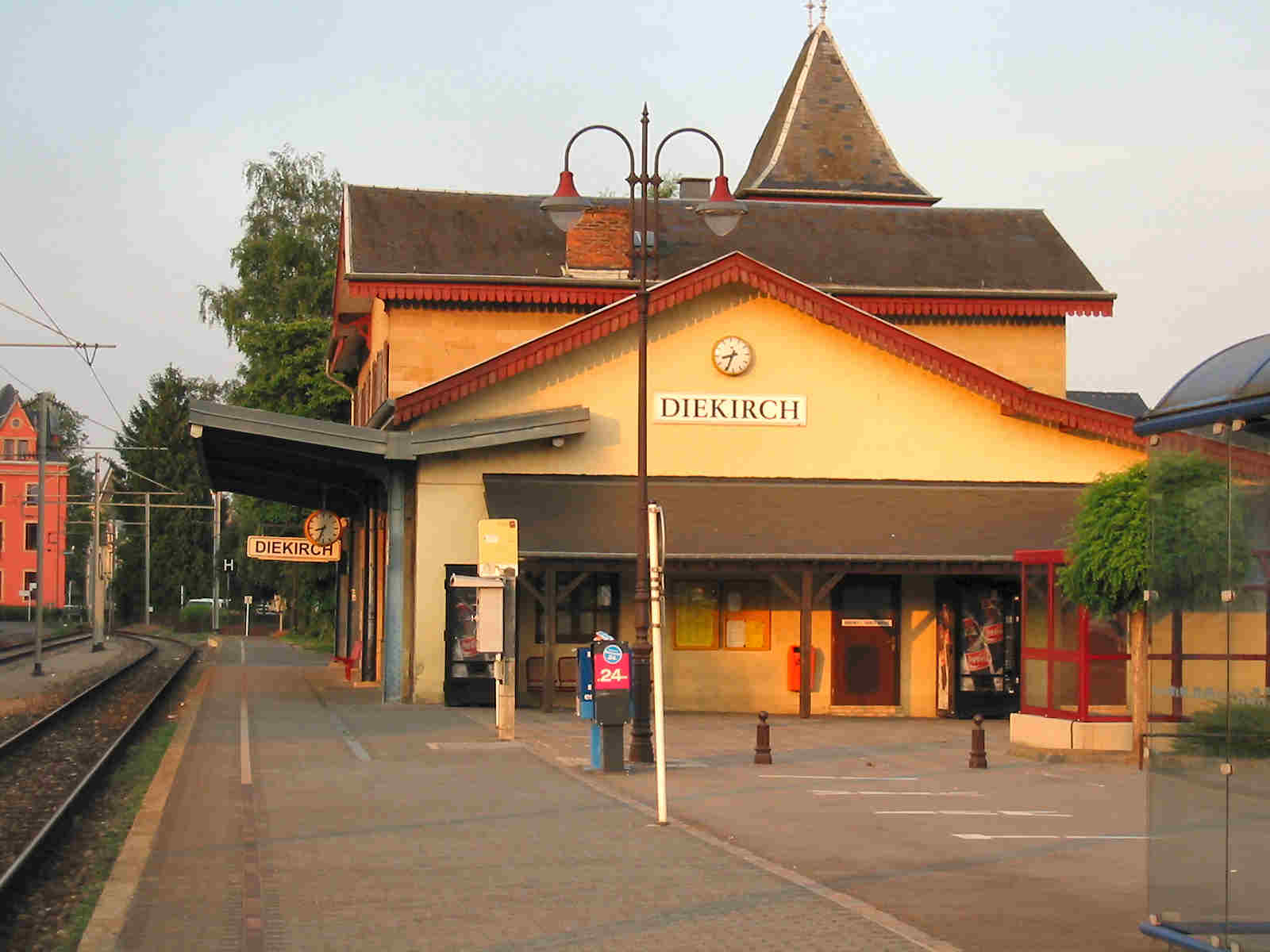
L'intérieur de la gare avec la voie, le quai et le bâtiment voyageurs.

## Histoire
La station de Diekirch est mise en service par la Compagnie des chemins de fer de l'Est, l'exploitant des lignes de la Société royale grand-ducale des chemins de fer Guillaume-Luxembourg, lors de l'ouverture à l'exploitation de la section d'Ettelbruck et Diekirch le 16 novembre 1862,. Diekirch est à l'époque la neuvième station de la ligne et il est prévu que cette ligne, la Jonction grand-ducale, aille jusqu'à Troisvierges, Gouvy et Spa (près de Liège).
Le tracé initial prévoit de poursuivre la ligne au départ de la ville de Diekirch, qui est alors, avec ses 3 200 habitants, la ville plus importante du grand-duché après celle de Luxembourg. Peu après cette ouverture, la compagnie modifie cependant le tracé, la ligne vers la frontière bifurque sur la rive droite de la Sûre et laisse sur sa droite ce qui devient l'embranchement de Diekirch, tronçon de ligne en impasse — Que la Compagnie des chemins de fer Prince-Henri prolongera jusqu'à Grevenmacher par une ligne aujourd'hui fermée — permettant néanmoins de desservir cette importante ville.
Le bâtiment voyageurs ressemble beaucoup à celui de Walferdange. Ses guichets de vente des titres de transport sont fermés le 31 décembre 2013.

## Service des voyageurs

### Accueil
Gare CFL, elle dispose d'un bâtiment voyageurs, avec un guichet d'information et une salle d'attente, ouvert tous les jours. Elle dispose d'automates pour l'achat de titres de transport.

### Dessertes
Diekirch est desservie par des trains Regionalbunn (RB) de la relation Luxembourg - Diekirch,.

### Intermodalité
Un parc pour les vélos (7 places) et un parking pour les véhicules (376 places) y sont aménagés. Une gare routière est située à proximité. La gare possède un parking à vélo sécurisé mBox mobile de 16 places,. La gare est desservie par de très nombreuses lignes du Régime général des transports routiers : 115, 116, 119, 137, 138, 139, 170, 180, 181, 188, 190, 191, 241 et 291.
La gare est aussi desservie par la navette communale reliant le centre-ville à la caserne Grand-Duc Jean au Herrenberg et, la nuit, par la ligne NightHop du service « Nightbus ».
Une station du service d'autopartage Flex y est implantée.